# Lucien Raoul
Pour les articles homonymes, voir Raoul.
Lucien Raoul, ou encore « Lukian Raoul », né le 1er juillet 1932 à Paris et mort le 29 juin 2009 à Saint-Brieuc, est un militant breton, professeur honoraire.

## Biographie
Dirigeant du M.O.B. (mouvement pour l'organisation de la Bretagne) de 1962 à 1970. Rédacteur en chef du journal "L'Avenir de la Bretagne" de 1965 à 1975, secrétaire général du parti politique Strollad ar Vro en 1974, son nom de plume est Fanch Tremel.
Ce Trégorrois abandonne tout engagement politique après 1975, pour se consacrer à la rédaction d'ouvrages en relation avec le mouvement breton, tout en collaborant à la presse nationaliste bretonne. 

## Publications
- Pour une gauche fédéraliste bretonne (sous le pseudonyme de Fanch Tremel) ; St-Brieuc, Dessalles, 1974.
- Un siècle de journalisme breton. De l'Académie celtique à la Glorieuse Bretagne des armées ; Le Guilvinec, éd. Le Signor, 1981, 741pp.
- Aperçu de la presse d'expression bretonne du XXe siècle jusqu'à la fin du second conflit mondial ; in "Mémoires de la Société d'histoire et d'archéologie de Bretagne", 1985.
- Geriadur ar skrivagnerien ha yezhourien (Dictionnaire des écrivains bretonnants, tout en breton) ; Brest, éd. Al Liamm, 1992, 432pp, ill. [ (ISBN 2-7368-0034-6)]. Fait sa place aux pseudonymes des militants nationalistes qui ont publié dans la presse indépendantiste sous l'occupation.
- Geriadur an dud a bluenn, tome 2 (1992-2000), inédit.
- War roudoù hor penndierned kozh ?, in "Al Lanv" (n° 109 et suivants), 2006.
- Oaled Abherve ou 40 années de culture bretonne à Saint-Brieuc ; éditions du CCBA, 2006.

Collaboration à : L'Avenir de la Bretagne (1959-1975, Tarzh, Ar Vro-Gwirionez, Combat Breton, Al Liamm, Hor Yezh, Al Lanv, etc.